# Џ
La Џ, minuscolo џ, chiamata dže, è una lettera dell'alfabeto cirillico. Rappresenta la consonante affricata postalveolare sonora IPA /ʤ/, come la G dolce italiana in "gelo", altrimenti resa nelle altre lingue slave con segni composti come dž o дж.
Viene usata in serbo ed in macedone. Era utilizzata anche nella scrittura cirillica del romeno, mentre per il moldavo si impiegava la lettera Ӂ. 
Comparve la prima volta nella versione dell'alfabeto cirillico edita da Vuk Stefanović Karadžić. Venne creata da Karadžić stesso. Sostituì il digramma дж usato in precedenza.